# The Faceless Ones
The Faceless Ones (Ceux Sans Visages) est le trente-cinquième épisode de la première série de la série télévisée britannique de science-fiction Doctor Who, diffusé pour la première fois en six parties hebdomadaires du 8 avril au 13 mai 1967. Il marque le départ de la série d'Anneke Wills et de Michael Craze dans le rôle des compagnons Polly et Ben. Sur les six parties de cet épisode, seules deux ont été conservées.

## Accroche
De retour dans l'Angleterre de l'année 1966, Polly est témoin d'un meurtre dans un entrepôt de l'aéroport de Londres. Bientôt, Polly et Ben sont enlevés. Alors que le Docteur et Jamie enquêtent, ces derniers ont affaire à une étrange agence de voyages, la Chameleon Tour.

## Casting
- Patrick Troughton — Le Docteur
- Anneke Wills — Polly
- Michael Craze — Ben Jackson
- Frazer Hines — Jamie McCrimmon
- Colin Gordon — Le Commandant
- Donald Pickering — Capitaine Blade
- Wanda Ventham — Jean Rock
- Pauline Collins — Samantha Briggs
- Bernard Kay — Inspecteur Crossland
- George Selway — Meadows
- Gilly Fraser — Ann Davidson
- Victor Winding  — Spencer
- Christopher Tranchell — Jenkins
- Peter Whitaker — Inspecteur Gascoigne
- Barry Wilsher — Heslington
- Madalena Nicol — L'infirmière Pinto
- Leonard Trolley — Supt. Reynolds
- James Appleby — Policier
- Brigit Paul — Annonceur
- Michael Ladkin — Pilote de la RAF

## Résumé
Londres, 1966, le TARDIS se matérialise sur le tarmac de l'aéroport de Gatwick. Poursuivi par des policiers, le Docteur et ses compagnons se séparent. Caché dans un entrepôt de la "Chameleon Tour Agency" Polly est témoin d'un meurtre. De retour avec le Docteur et Jamie, le Docteur constate que l'homme a été tué avec un pistolet à décharge électrique, ce qui n'existe pas sur Terre à cette époque. Partis alerter les autorités, ils ne se rendent pas compte que Polly a été enlevée par un homme mystérieux répondant au nom du Capitaine Blade. Celui-ci et ses subordonnés, Spencer et l'infirmière Pinto, réaniment des extra-terrestres avant de leur donner le visage de gens qu'ils ont enlevés.
Le Docteur et Jamie ne parviennent pas à se faire comprendre des autorités de l'aéroport et rencontrant Polly de nouveau, celle-ci ne les reconnait pas et dit s'appeler Michelle Leuppi et venir de Zurich pour travailler au stand de la société Chameleon. C'est en enquêtant là-bas qu'ils rencontrent Samantha Briggs, une jeune fille de Liverpool à la recherche de son frère : il serait parti en voyage par la société Chameleon, aurait envoyé une carte postale de Rome et plus personne ne l'aurait revu. Ben, parti à la recherche de Polly, se fait enlever à son tour par Blade et Spencer.
Ils croisent la route de l'Inspecteur Crossland, enquêtant sur la disparition des clients de la Chameleon. Il recherche aussi son partenaire, l'Inspecteur Gascoigne (l'homme que Polly a vu se faire exécuter). Crossland demande que le Docteur raconte son histoire une nouvelle fois au commandant de l'aéroport. Le Docteur leur explique que selon lui, un objet trouvé dans l'entrepôt de la Chameleon ne peut pas être fabriqué sur Terre et que la compagnie de voyage tente d'enlever des gens pour les remplacer par des doubles. Il fait une démonstration de l'objet, un pistolet-glaçant, sur la tasse de Meadows, un assistant du commandant, qui s'avère être un agent double. Constatant que la tasse a été effectivement glacée, le commandant laisse les mains libres au Docteur pour 12 heures, mais Meadows en profite pour placer un émetteur sur le Docteur.
À l'intérieur de l'entrepôt de la Chameleon, Jamie et Samantha découvrent des fausses cartes postales envoyés par les touristes disparus, ainsi que des ramifications sur toute la planète. En outre, le Docteur et Jamie découvrent dans l'entrepôt une salle cachée dans laquelle se trouvent des moniteurs de contrôle et un sas extra-terrestre. Spencer active l'émetteur sur le dos du Docteur et celui-ci s'écroule à terre.
Pendant ce temps là, l'inspecteur Crossland entreprend d'enquêter dans l'avion de la Chaméleon piloté par Blade. Alors qu'il est dans le cockpit, Blade menace Crossland et le ligote à une chaise. Peu de temps après le décollage, Blade fait disparaître l'intégralité des passagers de l'avion sous les yeux de Crossland. Lorsque celui-ci lui demande ce qu'il en a fait, Blade lui répond qu'il le saura d'ici peu.
Spencer réussit à geler le Docteur, Jamie et Samantha. Ils les placent face à un rayon laser, mais Samantha réussit à le dévier grâce à son miroir. Samantha décide alors de voyager dans un vaisseau de la Chaméléon mais Jamie parvient à lui voler son billet et à s'introduire dans l'avion. Insistant pour en avoir un nouveau, elle se retrouve face à Spencer et se fait ligoter dans l'infirmerie de l'hôpital en vue d'être dupliquée.
Pendant ce temps, le Docteur, le commandant et une de ses assistantes nommée Jean Rock, apprennent de la part des autres aéroports que les passagers de la Chameleon ne sont jamais arrivés. Ils observent alors le décollage de l'avion dans lequel Jamie s'est introduit. Alors que celui-ci est suivi par un avion de la RAF, celui-ci explose en plein vol, puis l'avion disparaît des écrans radars. Le commandant suppose alors que l'avion s'est échoué dans la mer, mais le Docteur pense qu'il a disparu dans l'espace.
En effet, l'avion s'est changé en une fusée avant d'atterrir à l'intérieur d'un satellite en orbite terrestre. Dans l'avion, Jamie, qui, malade, s'était réfugié dans les toilettes, a gardé sa forme originelle. Il aperçoit des aliens sans visages dépouiller l'appareil. S'introduisant dans le satellite, il découvre, dans un tiroir tout un tas d'être humains miniaturisés endormis. Il est amené face à leur chef, le Directeur, un alien ayant pris la forme de l'inspecteur Crossland. Il le fait parler et apprend que le Docteur est un extra-terrestre lui aussi.
Dans l'aéroport, le Docteur réussit à faire parler Meadows : la Chaméléon est une couverture pour des aliens dont il fait partie. Leur planète a connu une catastrophe il y a quelques années qui leur a enlevé leurs identités et ils projettent d'enlever des milliers de jeunes humains. Il les aide à rentrer dans l'infirmerie, à délivrer Samantha et à vaincre l'infirmière Pinto en réveillant la véritable infirmière.
Le Docteur apprend que le dernier vol pour le satellite va avoir lieu et avec la complicité de l'infirmière Pinto, il se fait passer pour Meadows ayant pris l'apparence du Docteur. Hélas, la ruse ne prend pas et une fois sur le satellite, le Docteur est arrêté. Le Directeur veut son cerveau et pense que sa personnalité sera un ajout considérable.
Sur Terre, une fouille de l'aéroport est organisée pour retrouver les corps des personnes enlevées. Celles-ci sont cachées dans des voitures sur le parking de l'aéroport dont Samantha et Jean retrouvent les numéros d'immatriculations dans les tiroirs de la Chameleon. Elles commencent à les réanimer ce qui a pour conséquence de faire se désintégrer leurs Doppelgangers travaillant sur le satellite. Le Docteur explique au Directeur qu'à cette vitesse toute son équipe va se faire décimer et qu'il ne restera plus que lui.
Blade se rebelle contre le Directeur et l'élimine. Bientôt les extra-terrestres retrouvent leurs formes "sans visage" en échange de la libération des humains. Il retourne sur Terre avec Jamie et retrouve Ben et Polly.
Ben et Polly découvrent qu'ils se trouvent le 20 juillet 1966, c'est-à-dire le jour même de leur départ et décident de prendre cette opportunité pour reprendre le cours de leur vie. Jamie et le Docteur ne retrouvent plus le TARDIS et partent à sa recherche.

## Continuité
- Les événements de cet épisode se déroulent parallèlement à ceux de « The War Machines »
- La fin de l'épisode se clôt sur la disparition du TARDIS qui serait résolue dans « The Evil of the Daleks »

## Production

### Scénarisation
Cet épisode est la première aventure de Doctor Who écrit par le scénariste Malcolm Hulke à voir le jour à la télévision. Hulke devait faire partie de la production de Doctor Who depuis 1963 et avait déjà commencé à écrire un script nommé "The Hidden Planet" pour la première saison, qui voyait le Docteur et ses compagnons atterrir sur une planète dirigée par le sosie de Barbara. Il fait la rencontre de David Ellis, un autre scénariste ayant proposé deux histoires, “The Clock” et “The Ocean Liner”, rejetées elles aussi et les deux scénaristes décident de faire un partenariat. Le 15 juin 1966, ils soumettent à la production de Doctor Who un projet de scénario, "The People Who Couldn't Remember" qui ne fut pas accepté non plus.
Ensemble, ils proposent un nouveau scénario, nommé The Big Store (le grand magasin) l'histoire d'un magasin Londonien qui servirait de couverture à une invasion d'extra-terrestres sans visages, par la capture d'humains venus acheter des articles. Le story-éditor (responsables des scripts) Gerry Davies et le producteur Innes Lloyd aiment beaucoup l'idée et demandent au duo de scénariste de déplacer l'intrigue dans un aéroport et d'étendre leur script en 4 parties en une histoire en 6 parties. Le 2 janvier 1967, ce nouveau scénario est commandé, sous le nom de "The Caméléons" et prévu sous le code de production KK.
Davies et Lloyd considéraient que le duo Ben/Polly ne fonctionnait pas vraiment et n'apportait pas les résultats espérés et le 8 février, ils demandèrent à Ellis et Hulke d'écrire une sortie pour eux. Ils leur demandèrent de créer un personnage féminin qui pourrait servir de nouveau compagnon et pour avoir une possibilité de choix, ils firent la même demande à David Whitaker qui scénarisait l'épisode suivant.
Cette demande changea la structure de l'épisode et le personnage de Mary Dawson, introduit dans la deuxième partie, prit bien plus de place dans le script. Écrit pour être une simple aide, elle devait aider le Docteur à délivrer Ben et Polly, mais voulant étoffer le personnage, les scénaristes lui donnèrent le rôle dévolu à Ben et Polly et ceux-ci ne quittèrent pas leur état de stase[Quoi ?]. Mary Dawson changea de nom pour devenir "Cleopatra “Cleo” Briggs", puis Samantha Briggs et la compagnie de voyage extra-terrestre passa de "Pied Piper Tour" ("Voyages Joueur de cornemuse") à "Chameleon Tour".
À cette époque, le producteur Innes Lloyd envisage de quitter la série Doctor Who : lui-même n'a jamais été vraiment fan de science-fiction et considérait Doctor Who comme un challenge. À partir de cet épisode, le nom de son futur remplaçant Peter Bryant apparait en tant que producteur associé. 

### Casting
- Lorsque le rôle de Samantha Briggs fut accepté par Pauline Collins, Innes Lloyd et Gerry Davies lui proposèrent que son personnage devienne un compagnon du Docteur récurrent. Pauline Collins refusa. Néanmoins, l'actrice rejouerait dans la nouvelle série le rôle de la Reine Victoria dans l'épisode « Un Loup-garou royal » en 2006.
- Bernard Kay, qui jouait l'inspecteur Crossland, était déjà apparu dans le rôle de Tyler dans « The Dalek Invasion of Earth » et celui de Saladin dans « The Crusade ». Il réapparaitrait dans le rôle de Caldwell dans « Colony in Space ».
- Wanda Ventham et Donald Pickering rejoueraient dans la série dans les rôles de Beyus et Faroon dans « Time and the Rani » D'ailleurs, Pickering avait déjà joué le rôle d'Eyesen dans « The Keys of Marinus » et Ventham jouerait le rôle de Thea Ransom dans « Image of the Fendahl. »
- Christopher Tranchell reviendrait dans le rôle d'Andred dans « The Invasion of Time » et jouait le rôle de Roger Colbert dans l'épisode « The Massacre of St Bartholomew's Eve »

### Tournage
Cet épisode fut réalisé par Gerry Mill, un réalisateur débutant qui avait débuté en tant qu'assistant sur l'épisode « The Massacre of St Bartholomew's Eve » La production de l'épisode obtint l'autorisation de filmer à l'intérieur de l'aéroport de Gatwick et des prises de vues furent tournées le 10 mars, puis du 13 au 17 mars 1967.
Le tournage des plans de maquettes eurent lieu le 15 et 16 mars dans les studios d'Ealings. À cette époque, la production était en conflit avec Shawcraft, la compagnie responsable des effets spéciaux. Déjà, lors du tournage de « The Macra Terror » les modèles d'extra-terrestres étaient inadaptés et peu maniables. Ici, de l'argent sera perdu à cause de la maquette du satellite : sa porte ne s'ouvre pas et son poids trop lourd l'empêche d'être tenu par des fils. Concluant que les fabricants de la Shawcraft ne savaient pas trop à quoi servirait leur maquette, la production décida de confier dorénavant la réalisation des effets au département des effets de la BBC.
Comme souvent, chaque partie fut tournée au studio BBC D de Lime Grove, les épisodes étant répétés toute la semaine avant d'être enregistrés d'un seul tenant dans la journée du samedi. Mill décida de changer la tradition et de tourner les scènes de certaines parties au moment du tournage d'autres. Ainsi, les dernières scènes d'Anneke Wills et Michael Craze furent filmées le 8 avril, lors du tournage de la seconde partie. Néanmoins les comédiens furent payés pour la totalité du serial, comme l'exigeait leur contrat.
Malcolm Hulke et David Ellis avaient écrit leur script de telle sorte qu'aucun humain ne partageait de scène avec son double, à l'exception de la découverte du corps de l'infirmière Pinto, filmée le 29 avril. L'effet fut obtenu grâce à un mélange d'optique et de déplacement minutieux de la caméra. Au cours de ce tournage, Frazer Hines eu la possibilité d'utiliser son véritable accent lorsqu'il incarne le double de Jamie.
Le tournage de l'épisode se finit le 6 mai, une semaine avant la diffusion de la dernière partie.

### Post Production
Si le visuel du générique a changé durant l'épisode précédent, à partir de celui-ci, la musique a été légèrement changée par la créatrice du générique initial, Delia Derbyshire, pour y ajouter quelques effets.

## Diffusion et Réception
| Épisode | Date de diffusion | Durée | Téléspectateurs en millions | Archives                                |
| --- | ----------------- | ----- | --------------------------- | --------------------------------------- |
| Épisode 1 | 8 avril 1967      | 23:47 | 8,0                         | Film 16 mm                              |
| Épisode 2 | 15 avril 1967     | 25:22 | 6,4                         | Bande audio et quelques extraits vidéos |
| Épisode 3 | 23 avril 1967     | 23:10 | 7,9                         | Film 16 mm                              |
| Épisode 4 | 29 avril 1967     | 24:28 | 6,9                         | Bande audio et quelques extraits vidéos |
| Épisode 5 | 6 mai 1967        | 23:34 | 7,1                         | Bande audio et quelques extraits vidéos |
| Épisode 6 | 13 mai 1967       | 23:38 | 8,0                         | Bande audio et quelques extraits vidéos |
| L'épisode fit un score assez bon pour la série même s'il montre quelques creux révélant le désintérêt des spectateurs. |                   |       |                             |                                         |

L'épisode fut bien accueilli notamment vis-à-vis de son originalité. En effet, mis à part « The War Machines » il s'agit d'un des premiers épisode de la série à se situer dans le Londres contemporain. Une formule qui serait de plus en plus utilisée, et cet épisode marqua le détachement de la série des épisodes de l'ère "Hartnell".
L'épisode reste assez apprécié par la critique moderne, qui loue la solidité de cet épisode. Dans le livre Doctor Who : The Discontinuity Guide (1995) l'épisode est apprécié pour son "travail sur un background réaliste, l'écriture de son script et l'apparence effrayante des aliens." Certains critiques considèrent les Chameleons, avec leur absence de visages, comme les premiers aliens à l'aspect "dérangeant" de la série, qui donnèrent l'expression « behind the sofa » (regarder l'épisode derrière le canapé) à la série. En 2009, Mark Braxton de « Radio Times » souligna un épisode rempli d'incohérences qui réussit toutefois à révéler son mystère avec facilité et élégance.

### Épisodes manquants
Dans les années 1970 à des fins d'économie, la BBC détruisit de nombreux épisodes de Doctor Who. Seules les parties 1 et 3 des bandes originales de The Facelesse Ones ne furent retrouvées, et seule la bande audio avec des captures d'écrans (les "télésnaps" inventions de la BBC) purent permettre de reconstruire cet épisode, notamment sous forme de roman photo.
Néanmoins, quelques minutes de l'épisode furent découvertes en Australie et rendu à la BBC par Damien Shanahan en 1996. En effet, lors de la diffusion à l'étranger, certains passages de la première partie, jugés trop violents furent censurés. Ces quelques passages d'une totalité de 14 secondes montrent l'inspecteur Gascoigne se faisant tuer par Spencer, un bras extraterrestre sortant d'un bureau et quelques plans des hommes sans visages.

## Novélisation
L'épisode fut novélisé sous le titre de "Faceless Ones" par Terrance Dicks et publié en mai 1987 sous le numéro 116 de la collection Doctor Who des éditions Target Book. Cette novélisation n'a jamais connu de traduction.

## Édition VHS, CD et DVD
L'épisode n'a jamais été édité en français, mais a connu plusieurs éditions au Royaume-Uni, en Australie et aux États-Unis.
- Les parties 1 et 3 sont sorties dans le coffret VHS de l'épisode « The Reign of Terror » avec la première partie de « The Web of Fear »
- La bande son de l'épisode retrouvée par les fans a été éditée sur CD le 4 février 2002 avec la voix off de Frazer Hines  servant d'introduction et de lien entre les différents passages. La bande son fut rééditée une troisième fois le 2 février 2012 dans le coffret "Doctor Who, the Lost Episodes - Collection Four."
- Les parties 1 et 3 redigitalisées, ainsi que les quelques secondes de censure australienne sont disponibles dans le coffret "Doctor Who, Lost in Time" sorti en novembre 2004 et réunissant des passages d'épisodes perdus.
- Plusieurs reconstitution de cet épisodes sont disponibles sur le net. Une reconstruction de l'épisode a été effectuée par l'équipe de « Loose Cannon Productions » par deux fois. La dernière version « refaite » date d'août 2009 et propose de plus belles images et des séquences refaites en images de synthèse[7]. L'épisode, diffusé gratuitement par VHS est constitué d'un diaporama à partir des bandes son, des télésnaps de l'épisode et des passages censurés en Australie. Elle y inclut également une introduction et une conclusion par Anneke Wills une interview d'Anneke Wills et Peter Roy (acteur apparu sur plus de 19 serials de Doctor Who…) et une mini-documentaire sur le tournage de l'épisode.